# Chloroiodométhane
Le chloroiodométhane est un composé organique iodé et chloré de la famille des halogénométhanes.

## Propriétés
Le chloroiodométhane est un liquide jaune très soluble dans l'acétone, le benzène, le diéthyléther et l'éthanol.
Il cristallise selon un système cristallin orthorhombique avec un groupe d'espace Pnma et pour paramètres de maille : a = 6,383 × 10−1 nm, b = 6,706 × 10−1 nm, c = 8,867 × 10−1 nm.

## Synthèse
Le chloroiodométhane peut être obtenu par réaction entre le dichlorométhane et l'iodure de sodium dans le DMF

## Utilisation
Le chloroiodométhane est utilisé dans la cyclopropanation (ou « réaction de Simmons-Smith »), la réaction de Mannich, les aminométhylations, les époxydations, les ouvertures de cycle, et les additions sur les alcènes. Il est cependant souvent remplacé par le diiodométhane qui permet de meilleurs rendements et une meilleure sélectivité.